# Concerto a tre

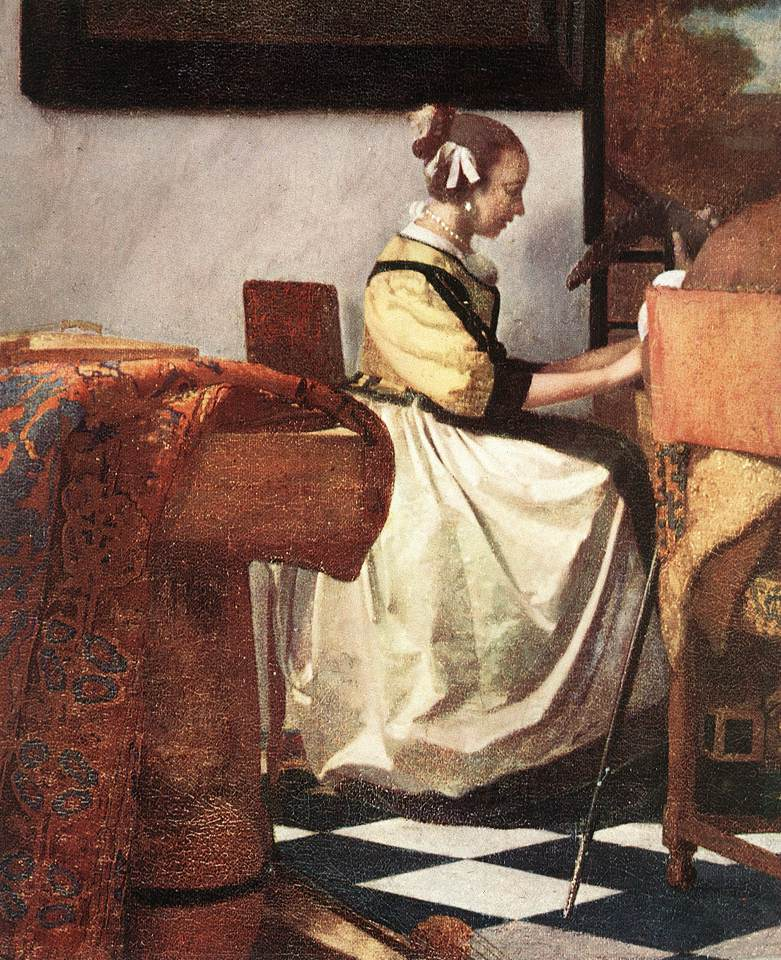
Dettaglio

Il Concerto a tre è un dipinto a olio su tela (72,5x64,7 cm) di Jan Vermeer, databile al 1666-1667 e già conservato nell'Isabella Stewart Gardner Museum  di Boston. Fu rubato nel marzo 1990 ed è considerato il dipinto più prezioso tra quelli attualmente dispersi (settembre 2010), con un valore stimato superiore ai 200 milioni di dollari.

## Storia
L'opera è ricordata nel 1780 in un'asta tenutasi ad Amsterdam, già con attribuzione corretta a "Jan van der Meer di Delft". Dopo vari passaggi, tra cui quello nella collezione Thoré-Burger, fu acquistato da Isabella Stewart Gardner nel 1892. 
Come accennato, fu rubato il 18 marzo 1990 assieme ad altre quattro opere nella sala degli olandesi al museo Isabella Stewart Gardner e ad altri dipinti, ancora non ritrovati. In ossequio ai desideri della fondatrice del museo, che desiderò come tutto fosse lasciato come essa aveva deciso, la sala che ospitava i quadri rubati espone oggi le sole cornici vuote.

## Descrizione e stile
Ambientato nel consueto interno domestico illuminato da sinistra, il Concerto ha una composizione simile alla Lezione di musica, ma qui sviluppata in maniera più complessa. Non si vede infatti la finestra, ma la si percepisce dal taglio di luce, e i personaggi coinvolti sono tre: una donna di profilo seduta al clavicembalo, un uomo di spalle giovane e di corporatura robusta seduto su una sedia in tralice, e una donna in piedi che sembra cantare reggendo in mano un foglio di spartito. La luce si posa innanzitutto sui protagonisti, rivelandone l'agiatezza grazie all'abbigliamento elegante e ricercato, per poi soffermarsi sugli altri elementi in penombra: il pavimento a scacchi, la viola da gamba appoggiata a terra, il tavolo in primo piano col tappeto che lo copre in parte e uno strumento ad arco ivi appoggiato (verosimilmente una viola d'amore), il paesaggio dipinto sul lato interno del coperchio del clavicembalo e i due dipinti alla parete. 
Si tratta di un paesaggio boscoso nello stile di Jacob van Ruysdael e della Mezzana di Dirck van Baburen, quest'ultima riprodotta anche nella Donna seduta alla spinetta. Il secondo dipinto era in casa di Vermeer, come ricorda l'inventario stilato alla sua morte, e non è inverosimile che anche il primo dipinto appartenesse a lui o a un personaggio della sua cerchia. Nonostante ciò sono state tentate anche delle letture allegoriche del "quadro nel quadro", che però non hanno trovato apparentemente una valida interpretazione coerente con l'atmosfera intima e concentrata della scena. Forse una spiegazione plausibile è quella che legge l'armonia musicale dei tre come una via intermedia tra l'atmosfera pura e naturale dei paesaggi naturali e la lascivia del dipinto sulla ruffiana. 
I tipi fisici delle due donne si ritrovano in altre opere dell'artista, e sono probabilmente entrambi ritratti della moglie Catharina, variati nella posa, nell'acconciatura e nell'abbigliamento.

## Nella cultura di massa
- In un episodio della ventunesima serie dei Simpsons, dal titolo originale American History X-cellent, il signor Burns viene incarcerato, dopo che è stato trovato il quadro nella sua collezione d'arte.